# Ariel (demonio)
Ariel es un demonio de la teología judeocristiana. Su nombre en hebreo significaría león de dios. Ariel es el nombre que los moabitas daban a uno de sus ídolos, que luego pasó a ser personificado como demonio.